# Alois Dansou
Alois Dansou (ur. 8 stycznia 1974 r.) – beniński pływak, uczestnik igrzysk olimpijskich.

## Życiorys
Dansou urodził się we Francji, lecz mimo to reprezentuje Benin. Na co dzień reprezentuje barwy klubu Aquatic Club Eidesien.

### Igrzyska Olimpijskie
Na igrzyskach olimpijskich Dansou wystąpił dwukrotnie.
Na XXVIII Letnich Igrzyskach Olimpijskich w 2004 roku w Atenach, dwudziestodwuletni Benińczyk wziął udział w wyścigu na dystansie 50 metrów stylem dowolnym. Z czasem 24,86 zajął ósme miejsce w czwartym wyścigu eliminacyjnym, a w rankingu ogólnym uplasował się na sześćdziesiątym miejscu.
Cztery lata później, podczas XXIX Letnich Igrzysk Olimpijskich w Pekinie ponownie wziął udział w wyścigu na dystansie 50 metrów stylem dowolnym. Wystartował w pierwszym wyścigu eliminacyjnym. Z czasem 24,54 zajął w nim pierwsze miejsce, a w rankingu końcowym uplasował się na sześćdziesiątym drugim miejscu w tej konkurencji.